# A Burnt Offering for the Bone Idol
A Burnt Offering for the Bone Idol è il secondo album in studio del gruppo folk metal britannico Skyclad, pubblicato nel 1992.

## Tracce
1. War and Disorder – 1:44
2. A Broken Promised Land – 5:13
3. Spinning Jenny – 2:48
4. Salt on the Earth (Another Man's Poison) – 4:50
5. Karmageddon (The Suffering Silence) – 6:02
6. Ring Stone Round – 2:10
7. Men of Straw – 4:32
8. R'vannith – 6:05
9. The Declaration of Indifference – 4:12
10. Alone in Death's Shadow – 6:40